# 阿少云
阿少云（1908年—1967年），又名阿批独芝、阿琛，摩梭人，最后一任永宁土司总管。

## 生平
阿少云的父亲阿云山为永宁土司总管，是土司阿应瑞的妻弟。其母阿若南卡则为土司近亲女。阿少云早年曾就读于云南省立永蒗小学。他原先住在忠实土司阿格南卡家，但后因达坡总管儿子不成器，总管家庭与阿云山决定让阿少云入赘到达坡总管家。1933年阿云山去世后，阿少云继其父出任永宁总管，也是永宁土司最后一任总管。1948年，阿少云被委任为宁蒗设治局四区区长、自卫队队长。次年加入中国国民党，任国民党设治局党部执行委员。1949年，云南省主席卢汉决定撤销宁蒗设治局、设立宁蒗县，委任阿少云为宁蒗县县长。
中华人民共和国成立后，阿少云历任宁蒗县政务委员会主席、宁蒗县副县长、云南省人大代表、丽江专署政协委员 、云南省政协委员等职。文化大革命爆发后，他遭到批斗，1967年去世。文革结束后于1981年获平反。

## 家庭
阿少云有一妻三妾，正妻为达坡总管之女阿可梭娜，三妾分别为阿可纳中、彦色·扁玛、黄春荣。其中，阿可纳中为末代永宁土司阿民翰之妹。他的妻妾中只月小妾黄春荣育有一女，但约10岁时早夭。
阿少云是罗桑益世活佛之兄。